# Starfire (nummer)
Starfire is een nummer van de Britse metalband DragonForce. Het stuk is te vinden op het album Valley of the Damned, dat is uitgekomen in het jaar 2003. Dit een van de weinige rustige stukken die DragonForce tot nu toe heeft uitgebracht. Hoewel Dragonforce eigenlijk geen pianist heeft, zit er toch pianospel in dit lied.
Het stuk duurt bijna 6 minuten, en begint met een voorspel van ongeveer een halve minuut. Het kent verscheidene gitaarsolo's, zoals typerend is voor Dragonforce.